# Bogdan Macovei
Bogdan Macovei (Vatra Dornei, Rumanía 28 de enero de 1983) es un deportista moldavo que compitió en luge. Ha participado en 3 Juegos Olímpicos de invierno.

## Participaciones en los Juegos Olímpicos
Participó por primera vez en los Juegos Olímpicos de Turín 2006 donde fue el único deportista de Moldavia en la prueba de luge masculina, finalizó en la posición número 30 con un tiempo final de 3:38.38.
Volvió a participar en los Juegos Olímpicos de Vancouver 2010 y finalizó en la posición 33 con un tiempo de 3:21.35.
En su última participación en los de Sochi 2014 fue uno de los 4 únicos deportistas de Moldavia que participaron en los juegos, también se hizo conocido por su colorida indumentaria. Acabó en el puesto número 36 con un tiempo de 3:36.56. Su puesto 36 fue el mejor resultado de toda la delegación moldava en esos juegos.